# Troféu HQ Mix de melhor publicação de aventura/terror/fantasia
Publicação de aventura/terror/fantasia é uma das categorias do Troféu HQ Mix, premiação brasileira dedicada aos quadrinhos que é realizada pela Associação dos Cartunistas do Brasil (ACB) e pelo Instituto do Memorial das Artes Gráficas do Brasil (IMAG) desde 1989.

## História
Na primeira edição do Troféu HQ Mix, foram criadas as categorias "Álbum de ficção", "Álbum de terror" e "Revista de aventura e ficção". No decorrer dos anos, as categorias que envolviam esses três gêneros (aventura, terror e ficção - este último sendo voltado especialmente para o gênero fantasia) tiveram nove nomes diferentes, por vezes tratando os gêneros de forma independente ou juntando dois ou três em uma mesma categoria.
Os nomes e seus respectivos anos de utilização, foram: "Álbum de ficção" (1989-1990; 1995; 1999-2003), "Álbum de terror" (1989-1990; 2001-2003), "Revista de aventura e ficção" (1989-1990; 1994; 1996; 1999-2003), "Revista de terror" (1990-1996; 1998-2000; 2003), "Álbum de ficção, aventura e terror" (1991-1992; 1994; 1996-1998), "Álbum de aventura" (1995; 1999-2008), "Revista de aventura" (1998; 2004-2008) e "Publicação de terror" (2004-2008). Em 2009, todas as categorias foram unificadas sob o nome "Publicação de aventura/terror/ficção".
Em 2016, o nome da categoria sofreu mais uma alteração, dessa vez para "Publicação de aventura, terror e fantasia" (com o termo "fantasia" assumindo o lugar de "ficção", deixando mais claro o objetivo da categoria). Em 2017, adotou-se a grafia da categoria para o padrão dos anos anteriores: "Publicação de aventura/terror/fantasia".

## Vencedores e indicados
| Ano  | Obra | Autor(es) | Editora | Outros indicados | Notas         |
| ---- | --- | --- | --- | --- | ------------- |
| 2009 | 100 Balas | Brian Azzarello e Eduardo Risso | Pixel | - Delivery Service of Corpse (Conrad) - O Garoto Verme (Zarabatana) - Leões de Bagdá (Panini) - Local (Devir) - Mágico Vento (Mithos) - Promethea (Pixel) | [ 4 ] [ 5 ]   |
| 2010 | J. Kendall - aventuras de uma criminóloga | Giancarlo Berardi e vários autores | Mythos | - A Torre Negra - O Longo Caminho para Casa - Stephen King - Peter David, Jae Lee e Richard Isanove (Panini) - Mágico Vento - Gianfranco Manfredi e Ivo Milazzo (Mythos) - Homunculus (Panini) - Oninbo e os Vermes do Inferno - Hideshi Hino (Zarabatana) - Tex - Edição Histórica - G.L. Bonelli, Galeppini e Virgílio Muzzi (Mythos) - Vertigo - vários (Panini) | [ 6 ] [ 7 ]   |
| 2011 | Vertigo | vários autores | Panini | - Batman Anual (Panini) - Invasão dos Mortos (Gal Editora) - J. Kendall - Aventuras de uma Criminóloga (Mythos) - Mágico Vento (Mythos) - O que Aconteceu ao Homem Mais Rápido do Mundo? (Gal Editora) - Starcraft - Linha de Frente (Conrad) | [ 8 ] [ 9 ]   |
| 2012 | Birds | Gustavo Duarte | independente | - Combate Inglório (vários autores / editora Gal) - Cripta (vários autores / editora Mythos) - Fábulas (Bill Willingham e vários desenhistas / editora Panini) - Fierro Brasil (vários autores / editora Zarabatana) - J. Kendall - Aventuras de uma Criminóloga (Giancarlo Berardi e vários desenhistas / editora Mythos) - Os Mortos-Vivos (Robert Kirkman e Charlie Adlard / editora HQM) | [ 10 ] [ 11 ] |
| 2013 | The Walking Dead | Robert Kirkman e Tony Moore | HQM | - 20th Century Boys #1 e #2 (Panini) - Bakuman #6 ao #16 (JBC) - Desterro (independente) - J. Kendall: aventuras de uma criminóloga #86 ao #97 (Mythos) - The Boys 2 (Devir) - Vertigo #26 ao #37 (Panini) | [ 12 ] [ 13 ] |
| 2014 | Piteco - Ingá | Shiko | Panini | - 20th Century Boys 3-8 (Panini) - Demolidor (Panini) - J. Kendall 98-106 (Mythos) - Sweet Tooth 3-4 (Panini) - Old Boy (Sampa) - Os Mortos-Vivos (The Walking Dead) vol. 11-12 (HQM) | [ 14 ] [ 15 ] |
| 2015 | Astronauta – Singularidade | Danilo Beyruth | Panini | - 20th Century Boys (Panini) - All You Need Is Kill 1 e 2 (JBC) - Demolidor 3 a 6 (Panini) - John Constantine – Hellblazer – Infernal vols. 1 a 3 (Panini) - Ronda Noturna (Zarabatana) - Zero Point (HQM) | [ 16 ] [ 17 ] |
| 2016 | Lavagem | Shiko | Mino | - A ameaça do Barão Macaco – ZARABATANA - A Samurai – Manjericcão/Tambor - Bear – Volume 2 – NEMO - Graphic MSP Louco: Fuga – PANINI - Graphic MSP Turma da Mata: Muralha PANINI - Mayara & Annabelle – Volume 2 – INDEPENDENTE - Meu pai é um homem da montanha – INDEPENDENTE - QUAD 3 – INDEPENDENTE - Talco de vidro – VENETA | [ 3 ] [ 18 ]  |
| 2017 | Astronauta - Assimetria | Danilo Beyruth | Panini | - A TERRÍVEL ELISABETH DUMN CONTRA OS DIABOS DE TERNO (Instituto HQ) - CONDENADOS (Editora 42) - MATADOURO DE UNICÓRNIOS (Veneta) - NÃO ACREDITE EM GNOMOS (independente) - O ESQUELETO – O MUSEU ESQUECIDO (Zarabatana) - O SOLDADOR SUBAQUÁTICO (Mino) - SPIROU – A MULHER LEOPARDO (SESI-SP EDITORA) - UMA NOITE EM L’ENFER (Mino) - YE (Veneta) | [ 19 ] [ 20 ] |
| 2018 | Meu Amigo Dahmer | Derf Backderf | DarkSide | - Black Hole - Alena - Blacksad – Vol. 2 – Arctic Nation - Demônios da Goetia em quadrinhos - Alive - Beasts of burden: Rituais animais - Graphic MSP Vol.17: TM Lembranças - Locke & Key - O maestro, o cuco e a lenda - Battle Angel Alita - Creepshow | [ 21 ] [ 22 ] |
| 2019 | Samurai Shirô | Danilo Beyruth | DarkSide | - O Corvo - Beowulf - Delirium tremens - Gideon Falls - Imaginário Coletivo - Neurocomic – A Caverna Das Memórias - O Anel de Nibelungo - Sem Volta - Uzumaki | [ 23 ] [ 24 ] |
| 2020 | Gibi de Menininha 2 Camila Suzuki, Camila Torrano, Clarice França, Dane Taranha, Fabiana Signorini, Germana Viana, Juliana Loyola, Katia Schittine, Milena Azevedo, Rebeca Puig, Renata CB Lzz, Roberta Cirne e Sueli Mendes / Zarabatana | Gibi de Menininha 2 Camila Suzuki, Camila Torrano, Clarice França, Dane Taranha, Fabiana Signorini, Germana Viana, Juliana Loyola, Katia Schittine, Milena Azevedo, Rebeca Puig, Renata CB Lzz, Roberta Cirne e Sueli Mendes / Zarabatana | Gibi de Menininha 2 Camila Suzuki, Camila Torrano, Clarice França, Dane Taranha, Fabiana Signorini, Germana Viana, Juliana Loyola, Katia Schittine, Milena Azevedo, Rebeca Puig, Renata CB Lzz, Roberta Cirne e Sueli Mendes / Zarabatana | - A Cabana (Caroline Favret, Caru Moutsopoulos e Gustavo Novaes / Outside.co) - A Grande Odalisca (Bastien Vivès, Florent Ruppert e Jérôme Mulot / Pipoca & Nanquim) - A Última Flecha (Emerson Medina e Romahs / Monomito) - Aurora nas Sombras (Fabien Vehlmann e Kerascoët / DarkSide) - Gideon Falls nº 2 (Andrea Sorrentino, Jeff Lemire e Dave Stewart / Mino) - Monstruário Volume 2 (Lucas Oda e Mario Cau / Jupati) - O Esqueleto: O Fim de Todas as Espécies (Salvador Sanz / Zarabatana) - Penpengusa (Milena Azevedo e Rodrigo Xavier / Zarabatana) - Sobre o Tempo em Que Estive Morta (Daniel Esteves, Sueli Mendes, Pedro Okuyama e Wanderson de Souza / Zapata) - Três Buracos (Shiko / Mino)                                                           | [ 25 ] [ 26 ] |
| 2021 | Carniça e a Blindagem Mística nº 1 Shiko / independente | Carniça e a Blindagem Mística nº 1 Shiko / independente | Carniça e a Blindagem Mística nº 1 Shiko / independente | - Berserker Unbound (Jeff Lemire e Mike Deodato Jr. / Mino) - Cavaleiro das Trevas: A Criança Dourada (Frank Miller, Rafael Grampá e Jordie Bellaire / Panini Comics) - Condado Maldito (Cullen Bunn e Tyler Crook / DarkSide) - Gibi de Menininha Apresenta: Patrícia (Germana Viana / independente) - Gideon Falls nº 4 (Jeff Lemire, Andrea Sorrentino e Dave Stewart / Mino) - Lazarus nº 4 (Greg Rucka, Michael Lark e Santiago Arcas / Devir) - Mojica Móveis (Bruno Sorc / independente) - Os Gatos de Ulthar (Leander Moura / Diário Macabro) - Sherlock Time (Héctor Germán Oesterheld e Alberto Breccia / Comix Zone) | [ 27 ] [ 28 ] |
| 2022 | Alice Através do Muro Volume Um Eric Peleias, Luke Ross e Marco Lesko / independente | Alice Através do Muro Volume Um Eric Peleias, Luke Ross e Marco Lesko / independente | Alice Através do Muro Volume Um Eric Peleias, Luke Ross e Marco Lesko / independente | - A Sala de Aula que Derreteu (Junji Ito / Pipoca & Nanquim) - Astrum Argentum de Aleister Crowley (Raphael Fernandes, org. / Draco) - Cinema Panopticum (Thomas Ott / DarkSide) - Depois que os Sinos Dobram (Vitor Flynn Paciornik e André Bernardino / Funilaria) - El Sueñero: O Sentinela dos Sonhos (Enrique Breccia / Trem Fantasma) - Intempol: Agora (Octavio Aragão, org. / Caligari) - Naturezas Mortas (Zidrou e Oriol Hernández Sánchez / Faria e Silva) - O Colecionador (Sergio Toppi / Figura) - Piteco: Presas (Eduardo Ferigato / Panini Comics) - Something Is Killing the Children: Alguma Coisa Está Matando as Crianças (James Tynion IV, Werther Dell'Edera e Miquel Muerto / Devir) - Terror no Inferno Verde (Flavio Colin / Pipoca & Nanquim) | [ 29 ] [ 30 ] |
| 2023 | Franjinha: Contato Vitor Cafaggi / Panini Comics | Franjinha: Contato Vitor Cafaggi / Panini Comics | Franjinha: Contato Vitor Cafaggi / Panini Comics | - Astronauta: Convergência (Danilo Beyruth / Panini Comics) - Causos de Visagens para Crianças Maluvidas (TAI e NIL / independente) - Corso (Danilo Beyruth / Comix Zone) - Em Fuga (Lelis / Skript) - META Volume 2: A Jornada do Leitor (Marcelo Saravá, André Freitas, Omar Viñole e Deyvison Manes / Zarabatana) - Mizuras (Coletivo Iukytáias / independente) - Monstros (Barry Windsor-Smith / Todavia) - Naukan (Thiago Souto / Ugra Press) - O Pacto da Letargia (Miguelanxo Prado / Conrad) - Orixás: Do Orum ao Ayê (Alex Mir, Caio Majado e Omar Viñole / Peirópolis) - Vida nas Sombras (Hiromi Goto e Ann Xu / Conrad) | [ 31 ] [ 32 ] |